# Bägarspelet

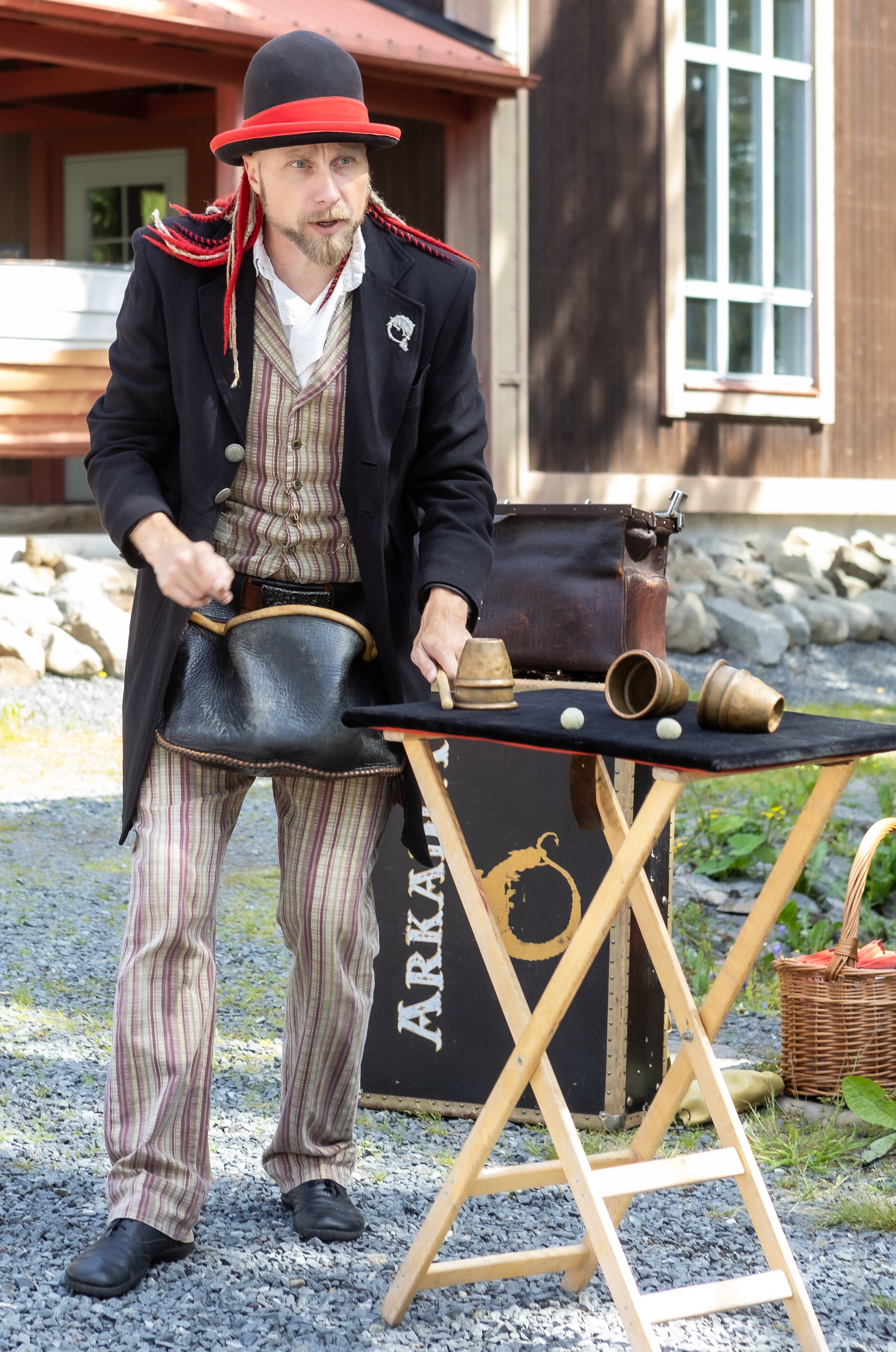
Trollkarlen Arkadia uppträder med bägarsperlet.

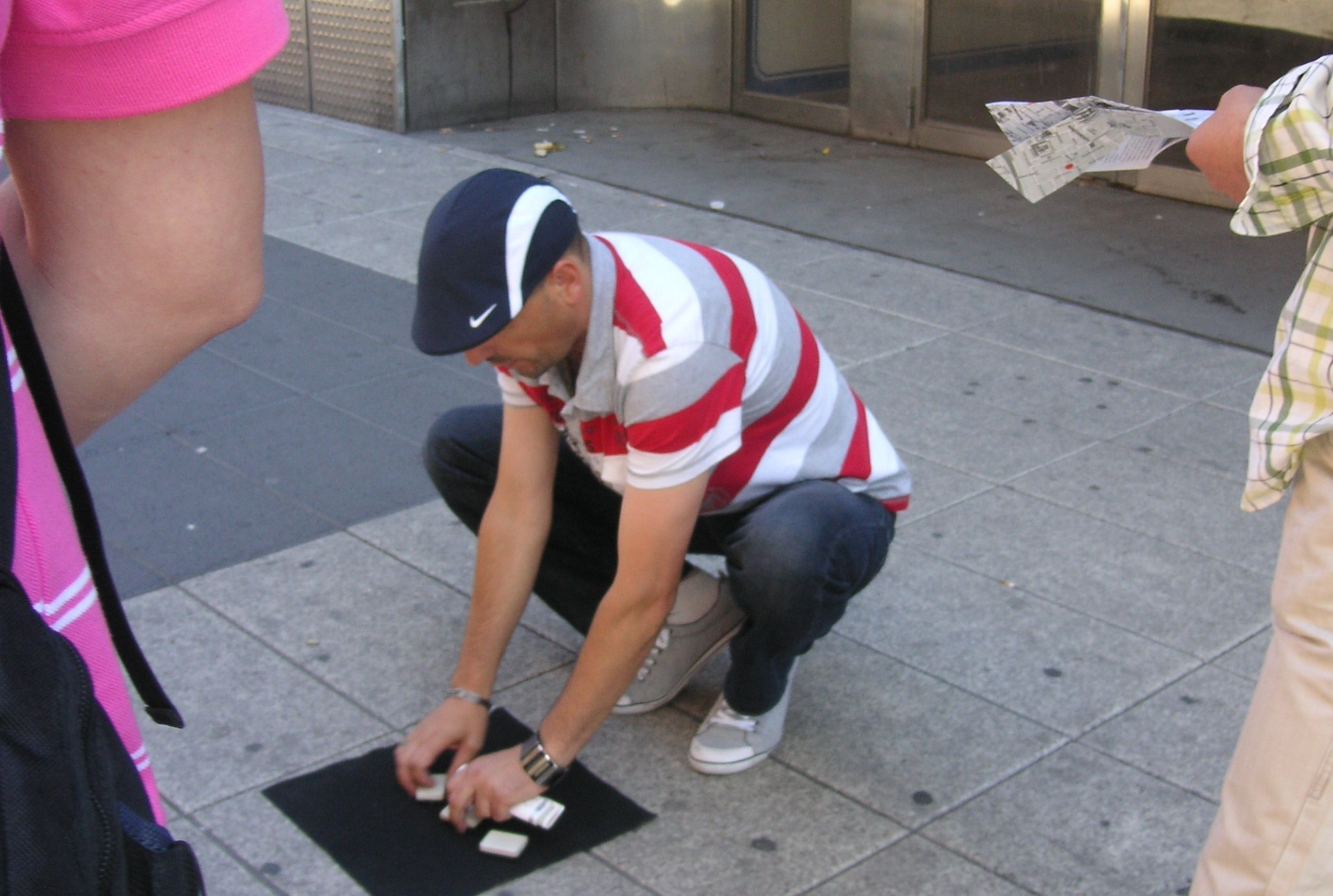
Olagligt bägarspel på Drottninggatan i Stockholm på sommaren 2008.

Bägarspelet (även benämnt cups and balls) är det namn trollkonstnärer använder för en rekvisita bestående av tre bägare och tre bollar. Bägarspelet är ett av de äldsta trick som fortfarande används och har varit mycket populärt i århundraden. Bägarspelet används även i lurendrejeri.

## Lagligt trolleri
Bollarna förflyttar sig mellan bägarna, försvinner, penetrerar de solida bägarna etc. 
På 1700- och 1800-talet var bägarspelet ett populärt motiv i politiska satirteckningar. Motivet med en politiker med tre bägare framför sig berättade att politikern gjorde sitt bästa att vilseleda allmänheten.
Några av de som är noterbara för sina framföranden av bägarspelet är Gali Gali, Dai Vernon, Bob Read och Tommy Wonder. I Sverige kan nämnas: Max Milton och Tom Stone.

## Olagligt lurendrejeri
Bägarspelet används även som lurendrejeri. I storstäder under sommarmånaderna används bägarspel av halvkriminella gäng för att lura turister. Härvid används ofta tre tändsticksaskar som "bägare" och en rullad papperskula som "boll". En invigd person, som föreställer turist, visar att det är lätt att vinna för att locka den ovetande. Men i själva verket är bägarspelarna mycket fingerfärdiga och det är i princip omöjligt att vinna. Insatserna är höga, ibland flera hundralappar. Polisen varnar medborgare och turister för att delta i spelet.[källa behövs]